# Liste der Baudenkmäler in Schenna
Die Liste der Baudenkmäler in Schenna (italienisch Scena) enthält die 23 als Baudenkmäler ausgewiesenen Objekte auf dem Gebiet der Gemeinde Schenna in Südtirol.
Basis ist das im Internet einsehbare offizielle Verzeichnis der Baudenkmäler in Südtirol. Dabei kann es sich beispielsweise um Sakralbauten, Wohnhäuser, Bauernhöfe und Adelsansitze handeln. Die Reihenfolge in dieser Liste orientiert sich an der Bezeichnung, alternativ ist sie auch nach der Adresse oder dem Datum der Unterschutzstellung sortierbar.

## Liste
| Foto |                 | Bezeichnung                                                                          | Standort                                            | Eintragung                  | Beschreibung                                                                                                  | Metadaten                                             |
| ---- | --------------- | ------------------------------------------------------------------------------------ | --------------------------------------------------- | --------------------------- | --- | ----------------------------------------------------- |
| ja   | Datei hochladen | Armenhaus ID: 17212                                                                  | 46° 41′ 20″ N, 11° 11′ 14″ O                        | 12. Mai 1981 (BLR-LAB 2533) | Ländliches Wohnhaus/Bauernhof                                                                                 | KG: Schenna Bauparzelle: 313                          |
| BW   | Datei hochladen | Außerroath ID: 17225                                                                 | Bergerweg 8 46° 41′ 28″ N, 11° 12′ 7″ O             | 12. Mai 1981 (BLR-LAB 2533) | Ländliches Wohnhaus/Bauernhof                                                                                 | KG: Schenna Bauparzelle: 433                          |
| ja   | Datei hochladen | Bangarter ID: 17220                                                                  | Verdinserstraße 11 46° 41′ 30″ N, 11° 11′ 21″ O     | 12. Mai 1981 (BLR-LAB 2533) | Städtisches Wohnhaus                                                                                          | KG: Schenna Bauparzelle: 389, 869                     |
| ja   | Datei hochladen | Benatzer ID: 17216                                                                   | Vorlandweg 2 46° 41′ 8″ N, 11° 11′ 24″ O            | 12. Mai 1981 (BLR-LAB 2533) | Ländliches Wohnhaus/Bauernhof                                                                                 | KG: Schenna Bauparzelle: 357/2                        |
| ja   | Datei hochladen | Benatzerkapelle ID: 17226                                                            | 46° 40′ 24″ N, 11° 11′ 29″ O                        | 12. Mai 1981 (BLR-LAB 2533) | Bildstock | KG: Schenna Bauparzelle: 1243                         |
| ja   | Datei hochladen | Dorner ID: 17217                                                                     | Schennastraße 26 46° 41′ 6″ N, 11° 11′ 20″ O        | 12. Mai 1981 (BLR-LAB 2533) | Ländliches Wohnhaus/Bauernhof                                                                                 | KG: Schenna Bauparzelle: 364                          |
| ja   | Datei hochladen | Goyen ID: 17222                                                                      | 46° 40′ 27″ N, 11° 11′ 46″ O                        | 28. Nov. 1949 (MD)          | Burg/Schloss                                                                                                  | KG: Schenna Bauparzelle: 410                          |
| ja   | Datei hochladen | Kapelle Maria Heimsuchung in Videgg ID: 50556                                        | 46° 43′ 6″ N, 11° 15′ 1″ O                          | 9. Juli 2012 (BLR-LAB 1052) | Kapelle | KG: Schenna Bauparzelle: 135                          |
| ja   | Datei hochladen | Lott ID: 17221                                                                       | Pichlerstraße 12 46° 41′ 24″ N, 11° 11′ 36″ O       | 12. Mai 1981 (BLR-LAB 2533) | Ländliches Wohnhaus/Bauernhof                                                                                 | KG: Schenna Bauparzelle: 400                          |
| ja   | Datei hochladen | Maritsch ID: 17215                                                                   | Schennastraße 12 46° 41′ 12″ N, 11° 11′ 19″ O       | 12. Mai 1981 (BLR-LAB 2533) | Ländliches Wohnhaus/Bauernhof                                                                                 | KG: Schenna Bauparzelle: 345                          |
| ja   | Datei hochladen | Mausoleum ID: 17211                                                                  | 46° 41′ 24″ N, 11° 11′ 9″ O                         | 15. Juni 1973 (MD)          | Das zweigeschossige Mausoleum wurde 1869 in gotisierendem Stil für Erzherzog Johann und seine Familie erbaut. | KG: Schenna Bauparzelle: 310/2                        |
| ja   | Datei hochladen | Pfarrkirche Heiligkreuz in Verdins ID: 17206                                         | 46° 42′ 47″ N, 11° 12′ 20″ O                        | 12. Mai 1981 (BLR-LAB 2533) | Kirche | KG: Schenna Bauparzelle: 196                          |
| ja   | Datei hochladen | Pfarrkirche Maria Himmelfahrt mit Friedhofskapelle St. Martin und Friedhof ID: 17214 | 46° 41′ 24″ N, 11° 11′ 11″ O                        | 12. Mai 1981 (BLR-LAB 2533) | Kirche | KG: Schenna Bauparzelle: 318, 319 Grundparzelle: 2358 |
| ja   | Datei hochladen | Pfarrkirche St. Johannes und Paulus in Tall ID: 17205                                | 46° 44′ 9″ N, 11° 13′ 40″ O                         | 12. Mai 1981 (BLR-LAB 2533) | Kirche | KG: Schenna Bauparzelle: 57                           |
| ja   | Datei hochladen | Pfarrwidum ID: 17213                                                                 | 46° 41′ 22″ N, 11° 11′ 10″ O                        | 12. Mai 1981 (BLR-LAB 2533) | Widum/Kanonikerhaus                                                                                           | KG: Schenna Bauparzelle: 317/1                        |
| ja   | Datei hochladen | Pföstl ID: 17218                                                                     | St.-Georgener-Straße 12 46° 41′ 4″ N, 11° 11′ 29″ O | 28. Nov. 1949 (MD)          | Ländliches Wohnhaus/Bauernhof                                                                                 | KG: Schenna Bauparzelle: 369                          |
| ja   | Datei hochladen | Rathaus ID: 17210                                                                    | 46° 41′ 24″ N, 11° 11′ 13″ O                        | 12. Mai 1981 (BLR-LAB 2533) | Ländliches Wohnhaus/Bauernhof                                                                                 | KG: Schenna Bauparzelle: 301/1                        |
| ja   | Datei hochladen | Rothenturn ID: 17208                                                                 | 46° 41′ 49″ N, 11° 11′ 27″ O                        | 28. Nov. 1949 (MD)          | Ansitz | KG: Schenna Bauparzelle: 288                          |
| ja   | Datei hochladen | Schloss Schenna ID: 17209                                                            | 46° 41′ 28″ N, 11° 11′ 15″ O                        | 12. Mai 1981 (BLR-LAB 2533) | Burg/Schloss                                                                                                  | KG: Schenna Bauparzelle: 295                          |
| ja   | Datei hochladen | St. Georg in Oberdorf ID: 17224                                                      | 46° 41′ 1″ N, 11° 11′ 51″ O                         | 12. Mai 1981 (BLR-LAB 2533) | Kirche | KG: Schenna Bauparzelle: 426                          |
| ja   | Datei hochladen | Torggler ID: 17219                                                                   | 46° 41′ 2″ N, 11° 11′ 32″ O                         | 28. Nov. 1949 (MD)          | Ländliches Wohnhaus/Bauernhof                                                                                 | KG: Schenna Bauparzelle: 383                          |
| ja   | Datei hochladen | Turn ID: 17207                                                                       | Verdinserstraße 26 46° 41′ 48″ N, 11° 11′ 28″ O     | 12. Mai 1981 (BLR-LAB 2533) | Bauernhof/Gasthaus                                                                                            | KG: Schenna Bauparzelle: 287                          |
| ja   | Datei hochladen | Uolenturm ID: 17223                                                                  | 46° 41′ 0″ N, 11° 11′ 51″ O                         | 5. März 1968 (MD)           | ehemaliger Bergfried, zu Wohnhaus umgestaltet                                                                 | KG: Schenna Bauparzelle: 423/1                        |

Falls bei einem Baudenkmal keine Koordinaten bekannt sind, werden ersatzweise die Katasterdaten zum Zeitpunkt der Unterschutzstellung angegeben. Diese sind weder offiziell noch zwingend aktuell.
Die vom Landesdenkmalamt übernommenen Adressen können veraltet sein.
| Foto:   | Fotografie des Denkmals. Klicken des Fotos erzeugt eine vergrößerte Ansicht. Daneben finden sich zwei Symbole: |
| ID      | Identifikator beim Südtiroler Landesdenkmalamt                                                                 |
| KG      | Katastralgemeinde                                                                                              |
| MD      | Ministerialdekret                                                                                              |
| BLR-LAB | Beschluss der Landesregierung – Landesausschussbeschluss                                                       |